# Elassoma alabamae
Elassoma alabamae är en fiskart som beskrevs av Mayden, 1993. Elassoma alabamae ingår i släktet Elassoma och familjen Elassomatidae. Inga underarter finns listade i Catalogue of Life.